# ひだキャラ
『ひだキャラ』は、2007年9月5日にLantisから発売されたミニアルバム。

## 概要
テレビアニメ『ひだまりスケッチ』のキャラクターソングアルバム。同アニメでゆの、宮子、ヒロ、沙英、吉野屋先生、うめ先生を充てている阿澄佳奈、水橋かおり、後藤邑子、新谷良子、松来未祐、蒼樹うめが歌っている。ジャケットは原作者の蒼樹うめによる描き下ろしで、ゆの、宮子、ヒロ、沙英の4人が、うめ先生の被り物をしているイラストが使用されている。

## 収録曲
1. はーい!チャンスちゃん [3:56]
歌：ゆの（阿澄佳奈）
作詞・作曲：ゆうまお、編曲：A-bee
2. ストロベリー☆ロマンス [2:50]
歌：ヒロ（後藤邑子）
作詞：mao、作曲：福本公四郎、編曲：米田行弘
3. しあわせnext page [5:16]
歌：沙英（新谷良子）
作詞：こだまさおり、作曲：吉田勝弥、編曲：R・O・N
4. 妄想クロッキー [3:13]
歌：吉野屋先生（松来未祐）
作詞：rino、作曲：和田耕平、編曲：ISAO
5. 美味ロック [3:08]
歌：宮子（水橋かおり）
作詞：rino、作曲：福本公四郎、編曲：河合英嗣
6. とびきりスイッチ [3:58]
歌：うめ先生（蒼樹うめ）
作詞：KENTA、作曲：cota、編曲：tetsu-yeah